# Doutrina do meio-termo
Aparecendo no pensamento grego pelo menos tão cedo quanto a Máxima Délfica nada em excesso e enfatizada mais tarde na filosofia aristotélica, a média áurea, média de ouro ou doutrina do meio-termo é o meio desejável entre dois extremos, um de excesso e outro de deficiência.
Em muitos sistemas éticos o caminho correto é apresentado como aquele que alcança um meio-termo feliz. Não se desvia para um lado nem para o outro, representando antes a moderação, a harmonia, o equilíbrio e a capacidade de evitar os pontos fracos de ambos. Por exemplo, na visão aristotélica, a coragem é uma virtude, mas se levada em excesso se manifestaria como imprudência e, por deficiência, covardia.
Para a mentalidade grega, era um atributo da beleza. Os gregos antigos acreditavam que existe uma estreita associação em matemática entre beleza e verdade. Os gregos acreditavam haver três elementos para a beleza: simetria, proporção e harmonia. A beleza era um objeto de amor e algo que deveria ser imitado e reproduzido em suas vidas, arquitetura, educação (paideia) e política. Eles julgavam a vida por essa mentalidade.

## História

### Filosofia ocidental

#### Creta
A representação mais antiga dessa ideia na cultura está provavelmente no conto mitológico cretense de Dédalo e Ícaro. Dédalo, um famoso artista de sua época, construiu asas emplumadas para ele e seu filho, para que eles pudessem escapar das garras do rei Minos. Dédalo adverte seu amado filho, a quem ele tanto amava, para "voar no caminho do meio", entre a maresia e o calor do sol. Ícaro não deu ouvidos ao pai; ele voou para cima e ao alto até o sol derreter a cera de suas asas. Por não seguir o caminho do meio, ele caiu no mar e se afogou.

#### Delfos
Outra elaboração inicial é o ditado dórico esculpido na frente do templo de Delfos: "Nada em Excesso" ("Meden Agan").

#### Pitágoras
O primeiro trabalho sobre a média áurea é às vezes atribuído a Teano, esposa de Pitágoras.

#### Cleóbulo
A Cleóbulo é atribuída a máxima: Mέτρον ἄριστον  "Moderação é melhor".

#### Sócrates
Sócrates ensina que um homem deve saber "como escolher a média e evitar os extremos de ambos os lados, na medida do possível".
Na educação, Sócrates nos pede que consideremos o efeito de uma devoção exclusiva à ginástica ou de uma devoção exclusiva à música. Ela ou "produzia um temperamento de dureza e ferocidade, (ou) o outro de suavidade e efeminação". Ter as duas qualidades, ele acreditava, produz harmonia; isto é, beleza e bondade. Ele também enfatiza a importância da matemática na educação para a compreensão da beleza e da verdade.

#### Platão
A relação da proporção com a beleza e a bondade é enfatizada ao longo dos diálogos de Platão, particularmente em A República e Filebo. Ele escreve:

SÓCRATES: Que qualquer tipo de mistura que de alguma forma ou outra não possua medida da natureza da proporção, necessariamente ela  corromperá seus ingredientes e, acima de tudo, ela mesma. Pois, nesse caso, não haveria mistura, mas realmente uma mixórdia desconectada, a ruína do que quer que esteja contido nele.

PROTARCO: Verdade.
SÓCRATES: Mas agora notamos que a força do bem se refugiou em uma aliança com a natureza do belo. Pois medida e proporção se manifestam em todas as áreas da beleza e da virtude.
PROTARCO: Inegavelmente.
SÓCRATES: Mas dissemos que a verdade também se inclina com eles em nossa mistura?
PROTARCO: Realmente.
SÓCRATES: Bem, então, se não podemos capturar o bem de uma forma, teremos que agarrá-lo em uma conjunção de três: beleza, proporção e verdade. Afirmemos que estes devem, por direito, ser tratados como uma unidade e responsabilizados pelo que está na mistura, pois a bondade é o que torna a mistura boa em si mesma.

 (Filebo 64d – 65a)
Em Leis, Platão aplica esse princípio para eleger um governo no estado ideal: "Conduzida dessa maneira, a eleição estabelecerá um meio termo entre monarquia e democracia …"

#### Aristóteles
A doutrina do meio-termo do filósofo grego Aristóteles faz parte da ética do sistema aristotélico. A doutrina aristotélica do meio-termo representa todas as virtudes como um equilíbrio entre os vícios do excesso e os do defeito. "O homem que tudo teme é um covarde, mas o homem que nada teme é precipitado". "O homem que se permite todos os prazeres é autocomplacente, mas o homem que não se permite nenhum é um bárbaro".
Na Ética a Eudemo, Aristóteles escreve sobre as virtudes. A teoria de Aristóteles sobre a ética das virtudes é aquela que não vê as ações de uma pessoa como um reflexo de sua ética, mas sim olha para o caráter de uma pessoa como a razão por trás de sua ética. Sua frase constante é "… é o estado médio entre …". Sua psicologia da alma e suas virtudes são baseadas na média áurea entre os extremos. Em Política, Aristóteles critica a política espartana ao criticar os elementos desproporcionais da constituição; por exemplo, eles treinavam os homens e não as mulheres, e treinaram para a guerra, mas não para a paz. Essa desarmonia produziu dificuldades as quais ele elabora em seu trabalho. Veja também a discussão na Ética a Nicômaco da média de ouro e na ética aristotélica em geral.
Áurea mediania
A expressão "áurea mediania" vem do poeta latino Horácio, cuja aurea mediocritas é descrita nas Odes 2.10.5.

### Filosofia oriental
Gautama Buda (século VI a.C.) ensinou o Caminho do Meio, um caminho entre os extremos do ascetismo religioso e a autoindulgência mundana. Na obra budista Sistema da Via Intermediária, o princípio repudia tanto o ascetismo exagerado como o hedonismo fácil.
A doutrina é além disso muito importante para o confucionismo. Confúcio em Os Analectos, escrito durante o Período dos Estados Combatentes da China Antiga (c. 479 a.C. - 221 a.C.), ensina que o excesso é semelhante à deficiência; descreve a vida harmoniosa como uma vida que evita os excessos e as faltas, e na qual a sabedoria é obtida tanto por idosos como por jovens, assim como por pessoas de todas as condições. Uma maneira de viver no meio é o caminho de Zhongyong, ou "A Doutrina do Meio", livro escrito pelo neto de Confúcio, Zisi (Kong Ji). A Doutrina do Meio foi o texto básico para os exames da função pública na China, de 1313 a 1905.
A filosofia taoísta iniciada com Lao Zi também enfatiza o equilíbrio dos opostos em sua simbologia do Yin e Yang e em conceitos como "harmonia central" (zhonghe). O termo Tao significa "caminho". Chuang Tzu foi o comentarista mais famoso do Tao (369–286 a.C.).
Tiruvalluvar (século II a.C. e século VIII d.C.; data em disputa) em seu Tirukkural do período Sangam de Tamizhagam escreve sobre o estado do meio que deve preservar a equidade. Ele enfatiza esse princípio e sugere que as duas maneiras de preservar a equidade são ser imparcial e evitar o excesso. Parimelazhagar foi o comentarista histórico do Tirukkural.

### Judaísmo
Rambam em Mishneh Torá atribui esse método aos primeiros estudiosos (Chazal) e a Abraão. De fato, um conceito semelhante existe mesmo na literatura rabínica, Tosefta e o Yerushalmi. Yitzhak Arama encontra referências mesmo na Bíblia.
Uma dessas instâncias é Eclesiástico 7:16-17, onde o pregador adverte seu público a "não ser justo demais" e "não ser mau demais". Adam Clarke entende que a frase "justo demais" significa entregar-se a "muita austeridade e estudo árduo" e conclui que "não há necessidade de todo esse processo de observação, jejum, oração, abnegação, etc., você leva as coisas a extremos. Por que você desejaria ser reputado singular e preciso?” Assim, o ideal da média de ouro pode ter existido desde seiscentos anos antes de Aristóteles. No entanto, alguns estudiosos, como Albert Barnes, têm uma interpretação ligeiramente diferente de Eclesiastes 7: 16-17.
À frente de seu tempo, Rambam, 1133-1204 EC (provavelmente devido ao envolvimento de Platão e Aristóteles com a Ética), determinou que uma pessoa tinha que cuidar de sua alma, bem como de seu corpo, e assim como uma pessoa que é doente em seu corpo recorre ao médico, uma pessoa com doença mental precisa recorrer ao médico da alma, que, segundo ele, é o filósofo ou o sábio. Rambam se opôs à abordagem determinista, argumentando que uma pessoa tem livre-arbítrio e a capacidade de alterar suas propriedades.

### Cristandade
São Tomás de Aquino, OP, filósofo e teólogo católico medieval, em sua Summa Theologiae, Prima Secundæ Partis, pergunta 64, argumentou que a moralidade cristã é consistente com o meio: "o mal consiste em discordância de seu governo ou medida. Agora isso pode acontecer seja por exceder a medida ou por ficar aquém dela[.] … Portanto, é evidente que a virtude moral observa a média."

### Islamismo
O Islã promove a média áurea em muitos casos. O Corão declara um exemplo em finanças, em que uma pessoa não deve gastar tudo o que ganha para não incorrer em necessidade, e não deve ser mesquinha em não viver uma vida confortável. Maomé também tinha um ditado "خير الأمور أوسطها", que significa que a melhor opção é o meio termo/média áurea. No Corão (capítulo 'A Vaca', versículo número 143), diz-se "Fizemos de você uma nação equilibrada e moderada".
O Alcorão cita o exemplo de dois grupos de pessoas, chamando um deles de extremamente ganancioso (Perseguindo a riqueza do mundo) no capítulo 'A Vaca', versículo 96, e aos outros como inventores do monasticismo (zelo excessivo na religião) no Capítulo Al-Hadeed verso número 27. O Islã aconselha seus seguidores a se absterem de ambos os caminhos das extremidades e a adotar moderação em perseguir o mundo e praticar a religião da mesma forma.
Não obstante, o Corão enfatiza que a comunidade muçulmana (Umma) é uma 'nação do meio'/ uma 'comunidade justa' / uma Umma justamente equilibrada / uma nação moderada / uma nação intermediária (ummatan wasaTan) no versículo 2-143: um meio entre extremismo e desleixo.

### Hinduísmo
Muitos textos hindus enfatizam o caminho do meio. Por exemplo, no versículo 6:16 do Gita, o guerreiro Arjuna diz a Sri Krishna que "Yoga não é para quem come demais, ou come pouco, dorme demais ou não dorme o suficiente."

### Modernidade
Jacques Maritain, ao longo de sua Introdução à Filosofia (1930), usa a ideia da média áurea para colocar a filosofia aristotélico-tomista entre as deficiências e os extremos de outros filósofos e sistemas.

## Citações
- "Em muitas coisas, o meio tem o melhor / Seja a minha uma postura média." 
 — Focílides
- "Quando Coleridge tentou definir a beleza, ele sempre retornou a um pensamento profundo; a beleza, disse ele, é a unidade na variedade! A ciência nada mais é do que a busca para descobrir a unidade na variedade selvagem da natureza — ou, mais exatamente, na  variedade de nossa experiência. Poesia, pintura, artes são a mesma busca, na frase de Coleridge, por unidade na variedade". 
 — Jacob Bronowski
- "…mas para uma harmonia bonita de se contemplar, a ciência não valeria a pena ser seguida." 
 — Henri Poincaré .
- "Se um homem descobre que sua natureza tende ou está disposta a um desses extremos…, ele deve voltar e melhorar, a fim de seguir o caminho das pessoas boas, que é o caminho certo. O caminho certo é a média em cada grupo de disposições comuns à humanidade; a disposição que é igualmente distante dos dois extremos de sua classe, não estando mais próxima de um do que do outro." 
 — Maimônides
- "O que se quer é um equilíbrio entre extravagância e avareza através da moderação, com o objetivo de distância entre os dois extremos." 
 — al-Ghazali